# Etosuksimid
Etosuksimid je antiepileptik (zdravilo proti božjasti), ki se uporablja zlasti za preprečevanje malih božjastnih napadov, ki jih imenujemo tudi petit mal.

## Uporaba
Etosuksimid je zdravilo prvega izbora pri malih božjastnih napadih, saj ne povzroča idiosinkratske hepatotoksičnosti (škodljivo delovanje na jetra zaradi preobčutljivosti) kot valprojska kislina.

## Odmerjanje
Odmerek je odvisen od bolnikovega odziva in tolerance na zdravilo. Običajna terapevtska serumska koncentracija znaša 40–100 µg/mL, višje koncentracije so potencialno toksične.

## Mehanizem delovanja
Etosuksimid je zaviralec kalcijevi kanalčkov in zmanjša aktivnost živčnih celic v talamusu. O natančnem mehanizmu delovanja obstajajo različne razlage.

## Neželeni učinki

### Osrednje živčevje

#### Pogosti
- zaspanost
- zmedenost
- nespečnost
- živčnost
- glavoboli
- evforija
- ataksija
- kolcanje
- motnje koncentracije
- razdraženost
- hiperaktivnost
- izguba okusa
- nočne more

#### Redki
- paranoja
- povečana spolna sla
- poslabšanje depresije

### Prebavila
- dispepsija
- buhanje
- slabost
- krči
- zaprtje
- driska
- bolečine v želodcu
- izguba teka
- izguba teže
- hiperplazija dlesni
- zatekanje jezika

### Sečila in rodila
- hematurija (kri v seču)
- krvavitve iz nožnice

### Krvotvorni sistem
- pancitopenija
- agranulocitoza
- levkopenija
- eozinofilija

### Koža
- koprivnica
- sistemski eritematozni lupus
- Stevens-Johnsonov sindrom
- hirzutizem
- srbeči izpuščaji

### Oči
- kratkovidnost

### Jetra
- nenormalno delovanje jeter

## Stereokemija
Etosuksimid je kiralno zdravilo s stereocentrom. Terapevtsko je uporabljen racemat, zmes 1: 1 uporabljenih izomerov ( S ) in ( R ).
| Enantiomeri etosuksimida | Enantiomeri etosuksimida |
| ------------------------ | ------------------------ |
| CAS-Nummer: 39122-20-8   | CAS-Nummer: 39122-19-5   |